# SoftICE
SoftICE är ett avlusnings-verktyg för Windows. Soft kommer ifrån ordet software och ICE är en allusion för in-circuit emulator.